# Косинський міст
Косинський міст ( хорв. Kosinjski most) — кам'яний міст  довжиною 70 метрів  в регіоні Ліка Хорватії.
Міст з'єднує населені пункти Гірський Косин і Нижній Косин. Міст спроектований у XIX столітті Мілівой Фркович і був побудований за  старими традиціями хорватського мостобудування так званої " кам'яної обрізки " (різання каменю). Міст має три великі арки. Нижня частина арок на рівні води має вигляд гострого трикутника направленого проти течії річки. Хвилі  натикаючись на  загострені частини арок  розпадаються і тим самим зменшують свій вплив на міст.
Протікаючи між арками вода закручується і утворює симетричні кола. Будівництво мосту почалося в 1929 році, роботи були припинені в 1929 році і відновлені лише в 1935 році, а в 1936 році  рух по мосту було відкрито. Під час другої світової війни міст був зруйнований. Після війни був відбудований в первісному вигляді.  Довжина мосту 70 метрів. Відстань  між кам'яними парапетами становить 5,5 метрів.